# Il vicolo cieco
Il vicolo cieco, il piccolo libro che vi insegna a comprendere se insistere o rinunciare è un saggio scritto da Seth Godin nel 2007 e tradotto in italiano nel 2018. 

## Antefatto
L'idea del saggio è presente nel blog di Seth Godin in diversi articoli mediante i quali l'autore anticipa il concetto di curva legato all'ottenimento di un risultato e quello di sforzo necessario a raggiungere il meglio nel settore di appartenenza. Questi articoli evidenziano l'idea primordiale che verrà sviluppata ne Il Vicolo Cieco.

## Contenuto
Il saggio è incentrato sull'idea di quello che Seth Godin chiama "il Fossato", cioè quella fase di stallo che è presente in ogni progetto che ognuno compie nella propria vita. 
Il libro è strutturato in 4 parti

### Parte 1: Pochi sanno che essere i migliori al mondo è terribilmente importante.
In questo capitolo l'autore analizza i migliori al mondo nelle proprie categorie di lavoro - appartenenza, spiegando il percorso compiuto e da compiere per raggiungere i propri obiettivi ed eccellere nel campo che si è scelto. Il concetto di fossato viene introdotto in questa parte. Si tratta, nel percorso intrapreso, della fase centrale, preceduta da un inizio spinto dall'entusiasmo che contraddistingue l'inizio di ogni nuova attività. Il superamento del fossato richiede grandi sforzi, i quali selezionano chi può riuscire a raggiungere determinati obiettivi. Nel primo capitolo viene descritto anche il concetto di vicolo cieco. Il vicolo cieco descrive una situazione immutabile anche di fronte a grandi sforzi la quale non porta ad alcun risultato che non sia l'immobilismo. Il terzo ed ultimo concetto introdotto nella parte 1 è quello di Salto, il quale descrive una crescita continua che ad un certo punto subisce un crollo vertiginoso. Nel continuo del capitolo l'autore spiega il suo punto di vista indicando le strade migliori per giungere al successo. 

### Parte 2: Se non puoi diventare il migliore del mondo ti conviene mollare subito.
In questa parte Godin spiega come comportarsi una volta capito in quale delle posizioni del capitolo precedente ci si trovi (Fossato - Vicolo Cieco - Salto). L'idea centrale è quella di insistere se ci si trovi in un Fossato e desistere nel caso si sia arrivati in un vicolo cieco o ad un salto. A conclusione del secondo capitolo l'autore pone delle domande al lettore per aiutarlo a comprendere in quale fase si trovi.

### Parte 3: I migliori del mondo?
La terza parte consiste in una lista di Marchi, Personaggi e Prodotti che l'autore reputa i migliori del mondo

### Parte 4: Investire troppo per diventare leader di mercato è quasi impossibile.
La parte conclusiva presenta delle frasi dell'autore che riassumono tutto il pensiero del libro.

## Accoglienza
Il libro ha raccolto molto successo risultando un vero e proprio best seller, al libro è seguito anche un tour in varie città degli Stati Uniti d'America.

## Edizione italiana
- 1ª Edizione, MGMT Edizioni, 2018 ISBN 978-88-85783-02-7